# Escândalo Íntimo
Escândalo Íntimo é o terceiro álbum de estúdio da artista musical brasileira Luísa Sonza e primeiro trilíngue. Seu lançamento ocorreu em 29 de agosto de 2023 e relançado em 28 de maio de 2024. Sendo o primeiro disponibilizado através da gravadora Sony Music Brasil, o projeto foi gravado em estúdios em São Paulo, Brasil e em Los Angeles, Estados Unidos. Conta com as participações de Marina Sena, Maiara & Maraisa, Baco Exu do Blues, KayBlack, Tokischa, Demi Lovato, Duda Beat e Caetano Veloso. Uma versão deluxe foi lançada em 17 de setembro de 2024 e contou com a participação de La Cruz, Belo, Jorge & Mateus, Mulú, Simone Mendes e TroyBoi.
Escândalo Íntimo atingiu vários recordes em sua estreia. Alcançou o topo das paradas musicais brasileiras. O disco foi a terceira melhor estreia de uma artista latina. Nas primeiras 24 horas horas de lançamento, bateu o recorde na Spotify Brasil de álbum mais reproduzido nesse período de tempo.

## Antecedentes e desenvolvimento
Com o lançamento do single "Mama.cita (Hasta la Vista)", parceria com o rapper Xamã, em dezembro de 2022, Sonza revelou a preparação para chegada de seu novo álbum, que será mais triste e íntimo.
Em abril de 2023, anunciou o fim da turnê O Conto dos Dois Mundos e que focaria mais na produção de seu novo projeto, com uma parte sendo gravada nos Estados Unidos. Em março foi publicado, em suas redes sociais, fotos em Los Angeles, onde a brasileira se encontrou com vários músicos norte-americanos, como Timbaland, Tommy Brown e Njomza.
Em julho, Sonza participou de um bate-papo com seus fãs, via Twitter, onde revelou que havia 28 músicas prontas, mas que nem todas iriam para a versão final do álbum. Douglas Moda, um dos produtores de seu último álbum, foi confirmado no novo. Sonza disse que o projeto traduz uma "viagem maluca dentro da minha cabeça".

## Lançamento e promoção
Em 9 de agosto de 2023, uma transmissão ao vivo foi feita por Sonza na Rodovia Régis Bittencourt, onde havia um outdoor revelando o nome, a data e a capa do disco, para anunciar o lançamento, que seria no dia 29 de mesmo mês. Horas depois, fez uma publicação, em suas redes sociais, desabafando sobre o Escândalo Íntimo.
[...] Esse álbum é sobre histórias de amor que deram errado, sobretudo, a de mim comigo mesma. Pesadelos. Uma autoanálise de um relacionamento abusivo, antes comigo, do que com os outros, que eu só descobri no meio de todo o processo. Que burrice a minha achar que alguém além de mim era culpada por tudo que fiz comigo.
Dois dias após o ocorrido, a cantora publicou um vídeo, um tanto estranho, em uma conta do Instagram criada por Sonza para divulgação do álbum, na qual mostra ela com um machucado sangrando na cabeça, olhos lacrimejando e olhando fixamente para a câmera com uma trilha sonora misteriosa. Diante disso, tornou-se um dos assuntos mais comentados do momento no Twitter, deixando internautas intrigados e rendendo várias piadas feita pelos fãs. Um usuário comentou: "Primeiro vi uma puérpera com hemorragia, depois vi os morangos"; outro disse: "A menstruação quando chega do nada e você tá lá na rua despreparada". Um terceiro brincou: "Depois de ter sido jogada do penhasco 2", fazendo referência a uma das canções presentes no disco. No dia seguinte foi anunciado o primeiro single, "Campo de Morango", lançado em 15 de agosto, com fotos mostrando a cantora toda manchada de vermelho em cima de uma cama, cheia de morangos, no meio de um campo aberto que é onde foi gravado o videoclipe. Após o videoclipe ter gerado polêmica nas redes sociais, com a cantora chegando a perder 100 mil seguidores no Instagram e sendo acusada de ter feito um pacto com o diabo, Luísa se pronunciou e fez questão de debochar da situação. Ainda no dia 15, confirmou que o disco possui 26 faixas que são separadas por quatro blocos. No entanto, das 26 músicas, apenas 24 foram, de fato, para a versão final do projeto.
Em março de 2024, em um show gratuito em São Paulo, Sonza confirmou que estava próximo a nova fase de Escândalo Íntimo e que o mesmo teria uma versão deluxe. Também foi revelado que seu próximo álbum está em produção. Em abril, sendo cinco meses após algum lançamento oficial de seu álbum, Luísa, por meio de redes sociais, anunciou a segundo parte do projeto, fazendo um desabafo sobre a importância dele para ela. Mais tarde, deu detalhes que a nova fase seria como se ela tivesse parado em um bar.
[...] Escândalo íntimo me tirou de um buraco que ninguém vai nunca fazer ideia além da música e eu. Está tudo ali, em cada letra, cada acorde. Eu falo sobre tantos sentimentos guardados e misturados em um álbum só… É pra ele que eu falei tudo que queria e que sempre fica tão entalado na garganta ou atrapalhado por meio de palavras. Eu não sou corajosa para falar, minha coragem surge quando canto, quando escrevo. Tatuo na minha pele o que já está tatuado na minha alma e na minha história na música. Tatuo para comemorar tanto sucesso profissional, mas principalmente pessoal.
A data de lançamento oficial da segunda parte do disco foi anunciada para a madrugada do dia 27 para o 28, no horário de Brasília, de maio de 2024.
Em agosto de 2024, foi revelado que no mês seguinte seria lançado a versão deluxe de Escândalo Íntimo. A data oficial foi revelada em 12 de setembro para o dia 17.

### Singlese videoclipes
Até então foram lançados quatro singles do Escândalo Intimo. Em termos críticos, o primeiro, intitulado "Campo de Morango", foi mal recebido pelo público e crítica. No dia 23, "Principalmente Me Sinto Arrasada" foi disponibilizado como segundo single, recebendo aclamação do público. Em 29 de agosto, "Penhasco2" com participação da americana Demi Lovato, foi lançada como terceiro single no mesmo dia do lançamento do álbum. Embora tenha ganhado notoriedade por parte do público, um visualizer de "Chico" foi lançado em 8 de setembro. O videoclipe de "A Dona Aranha" foi publicado em 28 de setembro e, no dia seguinte, a coreografia oficial. Em 20 de outubro, "Luísa Manequim" teve sua coreografia oficial lançada. Em novembro, no palco do Prêmio Multishow de Música Brasileira 2023, Sonza apresentou "Chico" e a canção não lançada, até então, "La Muerte", parceria com a rapper dominicada Tokischa, na qual o lançamento oficial foi confirmado para o dia 14 do mesmo mês, se tornando o quarto single e o primeiro disponibilizado após o disco. No mesmo dia, foi disponibilizado a faixa "Interlúdio - De Amor", que começou a ser revelada em maio como um áudio de um término de Sonza.

## Estética e concepção visual
O audiovisual do álbum mergulha no que se passa dentro da cabeça de Sonza, trazendo inspirações diretas de seus sonhos e pesadelos. "Foi uma forma de lidar com isso de um jeito mais leve, porque sempre tive muito medo de colocar esses pesadelos pra fora", revelou a autora. Também foi comentado que o surrealismo se relaciona com o conceito apresentado. No meio deste processo, surgiu a ideia de transformar essa estética em um curta-metragem. O projeto foi pensado como uma produção integrada, com o filme e os videoclipes sendo gravados juntos, dividindo cenários e elementos visuais, mas mantendo suas próprias identidades. Os clipes de "Campo de Morango", "Penhasco2", "A Dona Aranha", "Principalmente Me Sinto Arrasada" e "La Muerte" trazem cenas do curta, mas também possuem material inédito, criando uma conexão entre o cinema e a música dentro desse universo visual.

### Curta-metragem
Escândalo Íntimo - O Filme é um curta-metragem brasileiro do gênero suspense lançado em 26 de maio de 2024 no YouTube. Dirigido e escrito por Diego Fraga, o filme expande a narrativa do álbum Escândalo Íntimo, de Luísa Sonza, que interpreta a si mesma na história. Dois dias antes do lançamento oficial no YouTube, houve uma estreia exclusivo durante um show da cantora em São Paulo.

## Recepção

### Da crítica
| Críticas profissionais | Críticas profissionais |
| Avaliações da crítica  | Avaliações da crítica  |
| Fonte                  | Avaliação              |
| ---------------------- | ---------------------- |
| Escutai                | 73/100                 |
| Folha de S.Paulo       | [ 39 ]                 |

Dora Guerra, do jornal Estadão, afirmou que Escândalo Íntimo "[...] é um álbum cartão de visitas, que expõe a versatilidade do artista na passagem do rock ao funk, da lentidão à velocidade. Mostra que Luísa é capaz de fazer um bom álbum pop conceitual. [...] Sem que ela precise, o tempo todo, “provar que é artista”. Laura Bragança e Marcos Vinícius do site Escutai afirmaram que os caminhos percorridos pelo artista foram interessantes, mas que em muitos momentos faltou originalidade: "por um juízo de valor popular errôneo do que seria uma “música de verdade”, a cantora parece tentar o encaixe em linguajares poéticos e metafóricos, típicos da MPB". Luiza Missi, do site Splash, finaliza sua resenha afirmando que “a obra é mais uma oportunidade de analisar a vida da cantora, que dessa vez se colocou propositalmente no microscópio da opinião pública”. O crítico Felipe Maia, do jornal Folha de S.Paulo, comentou que Sonza "acerta quando erra" e que "as canções orbitam entre a melancolia e a esperança".

### Prêmios e indicações
| Ano  | Prêmio                                | Categoria                                           | Resultado | Ref.   |
| ---- | ------------------------------------- | --------------------------------------------------- | --------- | ------ |
| 2023 | Prêmio Multishow de Música Brasileira | Álbum do Ano                                        | Indicada  | [ 42 ] |
| 2023 | Prêmio Multishow de Música Brasileira | Capa do Ano                                         | Indicada  | [ 42 ] |
| 2024 | Grammy Latino                         | Melhor Álbum Pop Contemporâneo em Língua Portuguesa | Indicada  |        |

## Lista de faixas
| Escândalo Íntimo - Edição padrão |                                          |                                                                                            |         |  |
| N.º                              | Título                                   | Compositor(es)                                                                             | Duração |  |
| 1.                               | "Escândalo Íntimo"                       | Beto Ruschel                                                                               | 0:59    |  |
| 2.                               | "Carnificina"                            | Luísa Sonza A. Wong Carolzinha D. Moda J. Mosello R. Lenzo TK Kayembe J. "Yoni" Asperil    | 2:20    |  |
| 3.                               | "A Dona Aranha"                          | Sonza TBHits Carolzinha Moda Mosello Mr. Parker Njomza Xavi                                | 2:04    |  |
| 4.                               | "Luísa Manequim"                         | Sonza Abílio Manoel Asa Taccone Carolzinha Cole M.G.N. Greif Neill Moda Mosello            | 2:29    |  |
| 5.                               | "Bêbada Favorita" (com Maiara & Maraisa) | Sonza Moda Carolzinha Mosello Pep Starling                                                 | 3:00    |  |
| 6.                               | "Interlúdio - Todas as Histórias"        | Sonza Carolzinha Iuri Rio Branco Mosello Lucas Vaz Marina Sena Nave Beatz                  | 0:29    |  |
| 7.                               | "Romance em Cena" (com Marina Sena)      | Sonza Carolzinha Branco Mosello Vaz Marina Sena Beatz                                      | 3:08    |  |
| 8.                               | "Campo de Morango"                       | Sonza Carolzinha Moda Jahnei Clarke Mosello Vaz Mason Sacks Lenzo                          | 1:16    |  |
| 9.                               | "Surreal" (com Baco Exu do Blues)        | Sonza Wong Diogo Moncorvo Carolzinha Moda Clarke Mosello Lenzo TK Yoni                     | 3:54    |  |
| 10.                              | "Iguaria"                                | Sonza Bruno Caliman Carolzinha Moda Clarke Mosello Sacks Lenzo TK                          | 3:42    |  |
| 11.                              | "Chico"                                  | Sonza Caliman Carolzinha Moda Mosello                                                      | 3:02    |  |
| 12.                              | "Sagrado Profano" (com KayBlack)         | Sonza Clarke KayBlack Lenzo Carolzinha Mosello Wong Yoni                                   | 3:18    |  |
| 13.                              | "Interlúdio - De Amor"                   | Sonza Daramola Elena Rose                                                                  | 1:50    |  |
| 14.                              | "La Muerte" (com Tokischa)               | Sonza Daramola Rose Tokischa                                                               | 2:35    |  |
| 15.                              | "Onde é Que Deu Errado?"                 | Sonza Aisha André Jordão Caliman Dan Ferreira Moda                                         | 3:44    |  |
| 16.                              | "O Amor Tem Dessas (E é Melhor Assim)"   | Sonza Chico Roque Elana Dara Paulo Valle Rafinha RSQ                                       | 2:55    |  |
| 17.                              | "Penhasco2" (com Demi Lovato)            | Sonza Lovato Moda Lenzo Papatinho Carol Biazin Carolzinha Mosello Day Limns                | 2:53    |  |
| 18.                              | "Outra Vez"                              | Sonza Bezerra Moda Jordão Ferreira Aisha                                                   | 3:29    |  |
| 19.                              | "Interlúdio - Dão Errado"                | Vanessa da Mata                                                                            | 2:12    |  |
| 20.                              | "Principalmente Me Sinto Arrasada"       | Sonza Yoni Wong Moda Lenzo Mosello Carolzinha Clarke                                       | 2:53    |  |
| 21.                              | "Ana Maria" (com Duda Beat)              | Lenzo Moda Sacks Clarke Yoni                                                               | 2:35    |  |
| 22.                              | "Lança Menina"                           | Sonza Carolzinha Moda Clarke Mosello Sacks Rita Lee Roberto de Carvalho Lenzo TK Y. Aspril | 1:57    |  |
| 23.                              | "Não Sou Demais"                         | Lenzo Moda Yoni Wong                                                                       | 2:45    |  |
| 24.                              | "You Don't Know Me" (com Caetano Veloso) | Caetano Veloso                                                                             | 3:40    |  |
| Duração total:                   | Duração total:                           | Duração total:                                                                             | 1:02:00 |  |

| Escândalo Íntimo - Edição deluxe |                                                   |                                                            |         |  |
| N.º                              | Título                                            | Compositor(es)                                             | Duração |  |
| 1.                               | "Escândalo Íntimo"                                |                                                            | 0:59    |  |
| 2.                               | "Carnificina"                                     |                                                            | 2:20    |  |
| 3.                               | "Rough" (com La Cruz)                             | Sonza Albert Hype DIRRTY Moda Keylee Ameri La Cruz         | 1:43    |  |
| 4.                               | "A Dona Aranha"                                   |                                                            | 2:04    |  |
| 5.                               | "Luísa Manequim"                                  |                                                            | 2:29    |  |
| 6.                               | "Bêbada Favorita" (com Maiara & Maraisa)          |                                                            | 3:00    |  |
| 7.                               | "Interlúdio - Todas as Histórias"                 |                                                            | 0:29    |  |
| 8.                               | "Romance em Cena" (com Marina Sena)               |                                                            | 3:08    |  |
| 9.                               | "Campo de Morango"                                |                                                            | 1:16    |  |
| 10.                              | "Surreal" (com Baco Exu do Blues)                 |                                                            | 3:54    |  |
| 11.                              | "Iguaria"                                         |                                                            | 3:42    |  |
| 12.                              | "Chico"                                           |                                                            | 3:02    |  |
| 13.                              | "Sagrado Profano" (com KayBlack)                  |                                                            | 3:18    |  |
| 14.                              | "Interlúdio - De Amor"                            |                                                            | 1:50    |  |
| 15.                              | "La Muerte" (com Tokischa)                        |                                                            | 2:35    |  |
| 16.                              | "Onde é Que Deu Errado?"                          |                                                            | 3:44    |  |
| 17.                              | "Pior Versão de Mim" (com Jorge & Mateus)         | Sonza André Jordão Carolzinha Dan Ferrera Moda             | 3:12    |  |
| 18.                              | "O Amor Tem Dessas (E é Melhor Assim)"            |                                                            | 2:55    |  |
| 19.                              | "Penhasco2" (com Demi Lovato)                     |                                                            | 2:53    |  |
| 20.                              | "Outra Vez"                                       |                                                            | 3:29    |  |
| 21.                              | "Interlúdio - Dão Errado"                         |                                                            | 2:12    |  |
| 22.                              | "Principalmente Me Sinto Arrasada"                |                                                            | 2:53    |  |
| 23.                              | "Ana Maria" (com Duda Beat)                       |                                                            | 2:35    |  |
| 24.                              | "Lança Menina"                                    |                                                            | 1:57    |  |
| 25.                              | "Não Sou Demais"                                  |                                                            | 2:45    |  |
| 26.                              | "You Don't Know Me" (com Caetano Veloso)          |                                                            | 3:40    |  |
| 27.                              | "Onde é Que Deu Errado?" (com Simone Mendes)      |                                                            | 4:15    |  |
| 28.                              | "O Amor Tem Dessas (E é Melhor Assim)" (com Belo) |                                                            | 2:54    |  |
| 29.                              | "La Muerte" (Remix) (com TroyBoi, part. Tokischa) |                                                            | 2:33    |  |
| 30.                              | "Chico" (English version)                         | Sonza Caliman Carolzinha Celso Fonseca Moda Mosello Njomza | 2:58    |  |
| 31.                              | "MTG Sagrado Profano" (com KayBlack e Mulú)       |                                                            | 2:32    |  |
| 32.                              | "Sagrado Profano" (Acústico) (com KayBlack)       |                                                            | 3:07    |  |
| Duração total:                   | Duração total:                                    | Duração total:                                             | 1:26:00 |  |

## Ficha técnica
Lista-se abaixo os profissionais envolvidos na elaboração do Escândalo Íntimo, de acordo com o YouTube.
Vocais
- Luísa Sonza — vocalista principal (2–18, 20–24)
- Maiara — vocalista participante (5)
- Maraisa — vocalista participante (5)
- Marina Sena — vocalista participante (7)
- Baco Exu do Blues — vocalista participante (9)
- KayBlack — vocalista participante (12)
- Tokischa — vocalista participante (14)
- Demi Lovato — vocalista participante (17)
- Duda Beat — vocalista participante (21)
- Caetano Veloso — vocalista participante (24)
- Abílio Manoel — vocalista do sample (4)
- Vanessa da Mata — vocalista do sample (19)

Produção
- Douglas Moda — direção musical (geral), produção (1–6, 8–12, 15, 17–23)
- Luísa Sonza — co-direção musical (geral)
- Luciano Scalercio — engenharia de mixagem (1–15, 17–24), engenharia de masterização ("Interlúdio - De Amor")
- Arthur Luna — engenharia de masterização (1–12, 14–19, 21–23), engenharia de mixagem (9, 11, 16, 17)
- Carlos Bezerra — produção (1, 18, 23)
- Roy Lenzo — produção (2, 8–10, 12, 17, 20–22)
- Jonathan "Yoni" Asperil — produção (2, 12, 20–22), engenharia de gravação (2–5, 7, 8, 11, 12, 17, 18, 20–23)
- TK Kayembe — produção (2, 9, 10, 22)
- Ariana Wong — produção (2, 9, 12, 20 21)
- Tommy Brown — produção ("A Dona Aranha")
- Xavi — produção ("A Dona Aranha")
- Marquez Parker — produção ("A Dona Aranha")
- Asa Taccone — produção ("Luísa Manequim")
- Doug Clarke — engenharia de gravação ("Luísa Manequim")
- Cole MGN — produção ("Luísa Manequim")
- Pep Starling — produção ("Bêbada Favorita")
- Lucas Vaz — produção ("Romance em Cena")
- Iuri Rio Branco — produção (7)
- Mason Sacks — produção (8, 10, 22)
- Jahnei Clarke — produção (8–10, 12, 21)
- Daramola — produção ("La Muerte")
- Rafinha RSQ — produção  ("O Amor Tem Dessas (E é Melhor Assim)")
- Papatinho — produção ("Penhasco2")
- Rafael Fadul  — engenharia de mixagem ("Principalmente Me Sinto Arrasada")
- Lucas Nunes — produção ("You Don't Know Me")
- Igor Ferreira — engenharia de mixagem, engenharia de gravação ("You Don't Know Me")
- Felipe Tichauer — engenharia de masterização ("You Don't Know Me")
- Roberto Menescal — produção ("Chico (English Version)")

## Desempenho comercial
Após o lançamento, Escândalo Íntimo recebeu 15,6 milhões de streams em suas primeiras 24 horas de disponibilidade no Spotify, quebrando o recorde de maior estreia por um álbum na história do Spotify Brasil, superando Super, de Jão. Todas as suas faixas ficaram posicionadas entre as 50 canções mais ouvidas na plataforma — dentre as quais seis delas "Penhasco2", "Campo de Morango", "A Dona Aranha", "Surreal", "Chico" e "Carnificina" —, presentes no top 10. Sonza foi a artista mais reproduzida no país e a 18.ª no mundo. No Spotify, foi a maior estreia de um álbum brasileiro em Portugal, o álbum latino com a terceira melhor estreia, o primeiro álbum brasileiro a alcançar mais de 10 milhões de streams em múltiplos dias e o álbum a alcançar maior número de streams em uma semana. Alcançou o primeiro lugar da Apple Music no Brasil, em Portugal e em Cabo Verde.[carece de fontes?]
Escândalo Íntimo foi o álbum brasileiro mais rápido a atingir 100 milhões de streams e o que obteve o maior número de streams por dia.[carece de fontes?] Concluiu 2024 como o quinto disco mais tocado no Spotify no Brasil.